# Khâm thiên giám
Khâm thiên giám (欽天監, Directorate of Imperial Observatory) là cơ quan quan sát và chiêm nghiệm âm dương bói toán, các hiện tượng thiên văn, thời tiết, làm lịch, coi ngày, báo giờ để định mùa vụ cho dân, giữ đồng hồ báo canh ở điện Cần Chánh, và giữ trọng trách tư vấn triều đình về các vấn đề địa lý và phong thủy.
Nguyên từ thời Tần Trung Quốc, cơ quan Thái bộc thự thuộc Thái thường tự chuyên phụ trách việc tính âm dương bói toán. Thời Đường, đổi lại là một cơ quan riêng tên Tư thiên giám. Thời Minh trở đi, lấy tên là Khâm thiên giám.
Tại Việt Nam, thời Lê Thánh Tông, cơ quan Tư thiên giám thuộc bộ Lễ, với chưởng quan là Tư thiên giám Tư thiên lệnh, trật Chánh lục phẩm, và phó quan là Tư thiên giám Giám phó, trật Chánh thất phẩm.
Thời Nguyễn Gia Long, đổi tên cơ quan Tư thiên giám thành Khâm thiên giám tại Kinh sư và đặt các cơ quan Khâm thiên giám tại tỉnh với tên gọi là Chiêm hậu ty (占候司, Office of Imperial Observatory).
Năm Minh Mạng 8 (1827), đặt Khâm thiên giám Giám chính trật Chánh ngũ phẩm, 2 Khâm thiên giám Giám phó trật Tòng ngũ phẩm, Ngũ quan chính trật Chánh lục phẩm, và 2 Linh đài lang trực Chánh thất phẩm.
Tại triều đình, Khâm thiên giám do một quan, là một vị đại thần đã đứng đầu một cơ quan khác, kiêm nhiệm với tên chức là Kiêm quản Khâm Thiên Giám sự vụ đại thần (兼管欽天監事大臣, vị đại thần kiêm quản việc Khâm thiên giám). Trong công việc hàng ngày, Khâm thiên giám được điều hành bởi 2 quan Giám chính, Giám phó cùng các thuộc viên là Ngũ quan chính, Linh đài lang, cùng các Bát cửu phẩm Thư lại và Vị nhập lưu Thư lại.
Tại Chiêm hậu ty, đứng đầu ty là 1 viên Linh đài lang cùng với các Bát cửu phẩm Thư lại và Vị nhập lưu Thư lại điều hành.
Thời Nguyễn, Khâm thiên giám được biết nhiều đến trong dân chúng là cơ quan làm lịch mỗi năm khi Tết đến.